# السكك
السكك هي هجرة تتبعُ لمحافظة الأحساء في المنطقة الشرقية في المملكة العربية السعودية.

## الموقع
تقع السكك جنوب شرق مدينة الهفوف وتبعد عنها 189 كيلومترًا، شرق الطريق المؤدي لمنفذ البطحاء والإمارات العربية المتحدة وسلطنة عمان. تبعد السكك اثني عشر كيلومترًا من بلدة سلوى مع دولة قطر، وترتبط مع الهفوف بخط طوله 165 ولكن بعض الطريق ترابي.

## أصل التسمية
أطلقوا عليها السكك لأنها كانت تحتوي علي أخر سكة حديد، وهجرة لأنهم هجروا فيها. والسكك هي كلمة عربية تعني الطريق الممتد، وتعني أيضًا بلاد الخير.

## السكان
بلغ عدد سكان هجرة السكك 1000 نسمة، أول من سكن السكك هم آل عذبة، تسكن الهجرة قبيلة آل مرة .

## الأقتصاد
يتركز نشاط أهل هجرة السكك علي رعي وتربية الماشية.

## آبار
توجد في هجرة السكك آبار إرتوازية.

## المرافق
يوجد في السكك مسجد.

## الزراعة
تنتشر في السكك بساتين النخيل، والكنار والأثل والطلح.

## وادي السكك
وصف المؤرخ حمد الجاسر وادي السكك.

## نطق السكك
تنطق السين بالكسر مع التشديد، ثم كاف مفتوحة فثانية.